# Herbert Feurer
Herbert Feurer (* 14. ledna 1954) je bývalý rakouský fotbalový brankář.

## Kariéra
Narodil se v Aspangu a hrál profesionální fotbal za 1. Wiener Neustädter SC a Rapid Vídeň. Feuer odehrál za Rapid 13 sezón, vyhrál ligu (1981/82, 1982/83, 1986/87 a 1987/88) a čtyřikrát klubový pohár. V sezóně 1984/85 pomohl Rapidu dostat se do finále Poháru vítězů evropských pohárů. Feurer byl zvolen rakouským fotbalistou roku v letech 1980 a 1981.
Sedmkrát se také objevil v rakouském národním týmu, v roce 1982 se objevil v týmu pro Mistrovství světa ve fotbale ve Španělsku.